# Comisaría 7.ª de Godoy Cruz

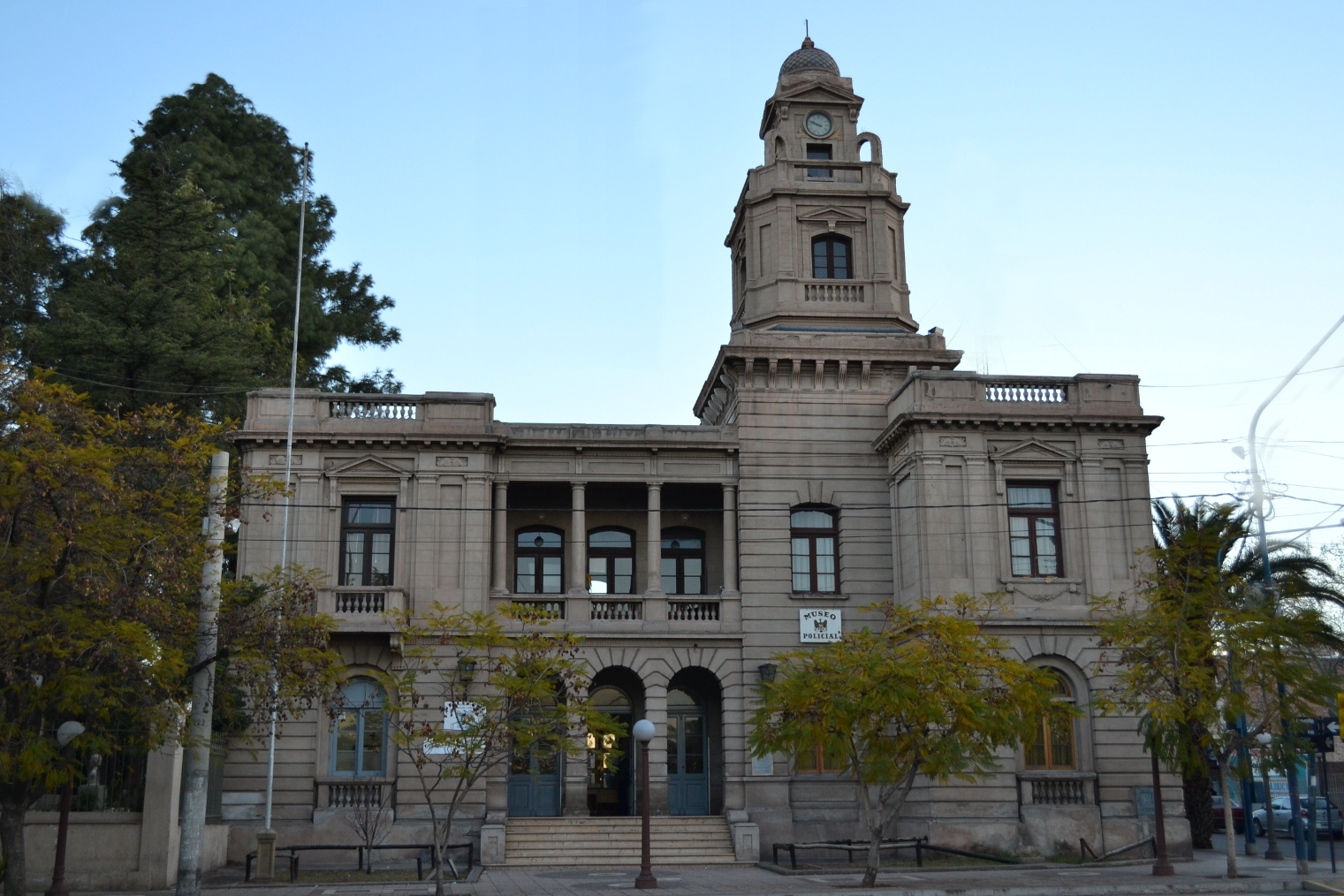
El edificio

La Comisaría 7.ª de Godoy Cruz de la Policía de la Provincia de Mendoza (Argentina) albergó un centro clandestino de detención entre 1975 y 1983, durante el terrorismo de Estado ejecutado antes y durante la dictadura autodenominada «Proceso de Reorganización Nacional» (presidida por la Junta Militar de Gobierno).
Se localiza en Lavalle 88, ciudad de Godoy Cruz (departamento Godoy Cruz).
Estuvo activa bajo la responsabilidad de la Gobernación de la Provincia, a través de la Policía. Asimismo, estaba bajo la Subzona 33, del Comando de la VIII Brigada de Infantería de Montaña (bajo el mando del general de brigada Jorge Alberto Maradona) del Ejército Argentino, que dependía del Comando del III Cuerpo de Ejército (al mando del general de división Luciano Benjamín Menéndez).
El edificio, cuya construcción data de 1928, fue desocupado por la fuerza policial y entregado al organismo de derechos humanos del municipio en 2019. En 2021 el municipio instaló una estructura con las palabras «memoria, verdad, justicia y democracia».